# Valle del Guadalhorce
El Valle del Guadalhorce es una de las nueve comarcas de la provincia de Málaga (Andalucía, España), formada por 8 términos municipales, en una región natural formada por el río Guadalhorce.
Este valle se caracteriza por su fertilidad y el cultivo de hortalizas, frutales y cítricos, siendo también conocido como la huerta de Málaga. Aunque, actualmente la expansión urbanística del área metropolitana de Málaga se centra en esa zona, debido a su proximidad y a las buenas comunicaciones con la capital provincial.
Tras considerarse antaño a Álora como capital de facto de la comarca debido a su condición por entonces de cabeza del Partido Judicial y sede de la Comandancia de la Guardia Civil, tras el traslado de ambas a Coín, esta gana un gran peso pasando a considerearse la nueva capital de facto de la comarca. Aunque en la actualidad haya municipios más poblados como lo son Alhaurín de la Torre y Alhaurín el Grande.

## Comunicaciones

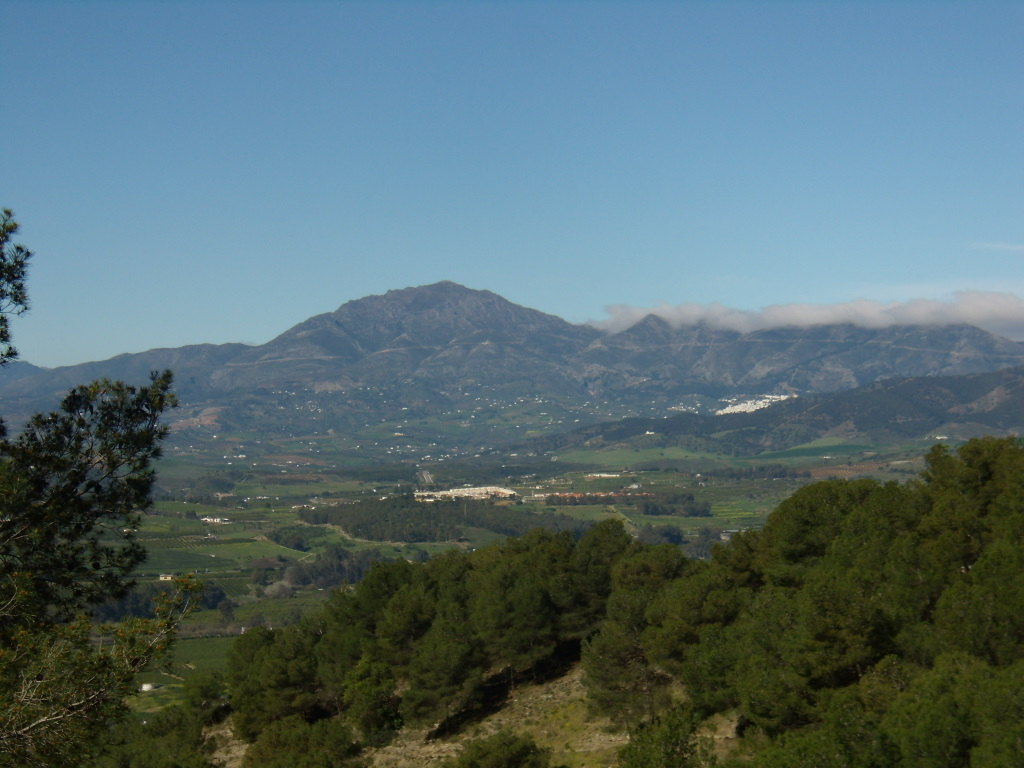
Vista del valle, con Sierra Prieta al fondo.

Puerta del mar al estar a tan solo 3 km y señora del valle disfruta de muy buenas comunicaciones a través de la nueva autovía A-357 y del tren de cercanías estos unen la costa del sol hacía el Paraje natural    Embalses Guadalhorce-Guadalteba.
La más antigua e importante por lo que representó para la economía y expansión del Valle del Guadalhorce es la línea de ferrocarril que transportaba mercancías y pasajeros que procedían de estaciones como Sevilla, Córdoba o Madrid y que ahora une Álora con Málaga mediante una línea de cercanías parando también por Pizarra y Cártama. Actualmente es una de las líneas más concurridas de España por la que pasan decenas de trenes diarios, entre ellos el AVE.
La autovía A-357 de Campillos a Málaga, también conocida como autovía del Guadalhorce conecta, a nivel intercomarcal, los núcleos de población que se asientan a lo largo del valle.
La carretera comarcal A-404, también conocida como Carretera de Coín, atraviesa desde Churriana hasta Coín, convirtiéndose en travesía al atravesar Alhaurín de la Torre y Alhaurín el Grande.

## Instalaciones
El hospital comarcal está situado en Cártama, y sus obras finalizaron en 2012 después de algunos retrasos

Dispone de una emisora de televisión de ámbito comarcal privada, Guadalhorce TV, que emite desde Pizarra.

## Municipios
La comarca está formada por ocho municipios, que son: Alhaurín de la Torre, Alhaurín el Grande, Almogía, Álora, Cártama, Coín, Pizarra y Valle de Abdalajís.
| Escudo                | Nombre                | Población (2022) | Superficie (km²) | Densidad (hab./km²) |
| --------------------- | --------------------- | ---------------- | ---------------- | ------------------- |
|                       | Alhaurín de la Torre  | 42.531           | 82,67            | 514,5               |
|                       | Cártama               | 27.712           | 105,07           | 263,7               |
|                       | Alhaurín el Grande    | 26.436           | 73,08            | 361,7               |
|                       | Coín                  | 24.309           | 127,34           | 190,9               |
|                       | Álora                 | 13.382           | 169,58           | 78,9                |
|                       | Pizarra               | 9.661            | 63,6             | 151,9               |
|                       | Almogía               | 3.885            | 162,84           | 23,9                |
|                       | Valle de Abdalajís    | 2.473            | 21,17            | 116,8               |
| Valle del Guadalhorce | Valle del Guadalhorce | 150.389          | 805,35           | 186,7               |

Aunque, según la Junta de Andalucía, por orden publicada en el BOJA del 14 de marzo de 2003 por la Consejería de Turismo y Deporte, de la Comarca del Valle del Guadalhorce quedarían excluidos Almogía y Valle de Abdalajís y se integrarían en su lugar los siguientes municipios de Alozaina, Carratraca, Casarabonela, Guaro, Monda, Tolox y Yunquera. Esta definición daría una población de 126.326 habitantes y una superficie de 1.021 km² con una densidad de 124 hab/km².

## Transporte público
De los ocho municipios que integran esta comarca, seis de ellos (Alhaurín de la Torre, Alhaurín el Grande, Almogía, Álora, Cártama y Pizarra) están integrados en el Consorcio de Transporte Metropolitano del Área de Málaga. Estos municipios se encuentran comunicados por varias rutas de autobuses interurbanos y urbanos, que pueden consultarse en el siguiente enlace

## Tradiciones
En el Valle del Guadalhorce existe una gran tradición alfarera.
Impulsada por el G.D.R existe La Asociación de Cerámistas del  Valle del Guadalhorce, entre los que encontramos
cerámistas con una gran experiencia y curriculum.
Todos ellos trabajan por mantener viva la cerámica tradicional de esta zona, así como, de innovar con diferentes
técnicas y estilos.
Abierto al público encontramos el Museo Etnográfico "Las Vistillas, Coín vida rural", que muestra la historia de la Comarca del Guadalhorce durante el siglo XX.